# (65685) Behring
(65685) Behring (1990 TY1) – planetoida z grupy pasa głównego asteroid okrążająca Słońce w ciągu 4,5 lat w średniej odległości 2,72 j.a. Odkryta 10 października 1990 roku.
Nazwa planetoidy pochodzi od Emila von Behringa, laureata pierwszej Nagrody Nobla w dziedzinie fizjologii i medycyny.